# Каса хворих
Каса хворих — назва страхових медичних установ у населених пунктах Галичині за часів Австро-Угорщини, ЗУНР та Польської Республіки 1918—1939. Адміністрація Кас хворих періоду Польської Республіки 1918—1939 та більша частина їхніх лікарів були поляками, ставилися до українського населення доволі нетолерантно.